# Akademia Rolnicza w Wŏnsan
Akademia Rolnicza w Wŏnsan (kor. 원산농업종합대학, do 2009 roku 원산농업대학) – państwowa uczelnia rolnicza w piątym co do wielkości mieście Korei Północnej, Wŏnsanie. Największa rolnicza szkoła wyższa w KRLD.

## Historia
Uczelnia zainaugurowała działalność jeszcze przed ustanowieniem Koreańskiej Republiki Ludowo-Demokratycznej, 1 września 1948 roku. Początkowo pod względem organizacyjnym stanowiła Wydział Rolniczy Uniwersytetu im. Kim Ir Sena w Pjongjangu. Użytkowane przez uczelnie budynki do końca II wojny światowej stanowiły własność miejscowego opactwa benedyktynów, którzy zostali wywłaszczeni po objęciu przez komunistów władzy w północnej części Półwyspu Koreańskiego. Administracyjnie budynki znajdowały się wówczas na terenie miejscowości Punae w powiecie Munch’ŏn (prowincja Hamgyŏng Południowy), obecnie leżą na terenie miasta Wŏnsan, stolicy prowincji Kangwŏn.
W Akademii Rolniczej w Wŏnsan pracuje około 170 wykładowców, w tym zaledwie 30 to profesorowie (bardzo duża liczebna przewaga nieetatowych wykładowców jest problemem większości północnokoreańskich uczelni).
Na terenie głównego kampusu uczelni znajduje się akademik. Uczelniana biblioteka liczy 10 tysięcy woluminów. Areał, na którym studenci wykonują w ramach zajęć prace i doświadczenia polowe liczy 70 tysięcy p'yŏngów (tj. ok. 23 ha). Elementem infrastruktury dydaktycznej są między innymi hodowle żywego inwentarza, laboratoria dla badań w różnych dziedzinach rolnictwa, szklarnie oraz las doświadczalny. Uczelnia posiada także własne wydawnictwo. Z ideologicznego punktu widzenia ważnym elementem uczelni jest również „Sala studiowania rewolucyjnych idei Towarzysza Kim Ir Sena” (kor. 김일성동지혁명사상연구실). Zajęcia ideologiczne są obowiązkowe dla wszystkich studentów uczelni. Uczelnia zajmuje ważne miejsce w systemie szkolnictwa wyższego KRLD, jako organizacja otrzymała Order Kim Ir Sena oraz Order Flagi Narodowej I klasy.

## Niektóre wydziały
- Rolniczy
- Agrobiologii
- Chemiczny
- Botaniki
- Weterynaryjny
- Mechaniczny
- Ogrodnictwa
- Sadownictwa
- Jedwabnictwa
- Zarządzania

5-letnie studia są prowadzone w jednolitym trybie, na kierunkach odpowiadających profilom wydziałów. Częścią uczelni są także instytuty badawcze, między innymi Instytut Nasiennictwa, Instytut Sadownictwa, Instytut Warzywnictwa czy Instytut Agromechaniki.

## Znani absolwenci
- Ryu Ch’un Ok – była deputowana Najwyższego Zgromadzenia Ludowego, parlamentu Korei Północnej (sprawowała mandat w X kadencji NZL), laureatka nagrody „Bohater Robotniczy” (kor. 로동영웅).

## Współpraca zagraniczna
W ciągu całej historii uczelni, jej absolwentami zostawali studenci zagraniczni głównie z Azji i Afryki, między innymi z Wietnamu, Kambodży, Gwinei oraz Egiptu.